# Rhyacophila curtior
Rhyacophila curtior là một loài Trichoptera trong họ Rhyacophilidae. Chúng phân bố ở miền Cổ bắc.